# 莲座蓟
莲座蓟（学名：Cirsium esculentum）是菊科蓟属的植物。分布在俄罗斯、蒙古以及中国大陆的新疆、内蒙古、东北等地，生长于海拔500米至3,200米的地区，多生于平原、山地潮湿地及水边，目前尚未由人工引种栽培。